# Aptilotus martini
Aptilotus martini is een vliegensoort uit de familie van de mestvliegen (Sphaeroceridae). De wetenschappelijke naam van de soort is voor het eerst geldig gepubliceerd in 1989 door Wheeler & Marshall.